# Amchok
Amchok is een dorpscommissie (Engels: village development committee, afgekort VDC; Nepalees: panchayat) in het oosten van Nepal, gelegen in het district Ilam in de Mechi-zone. Ten tijde van de volkstelling van 2001 had het een inwoneraantal van 5031 personen, verspreid over 910 huishoudens; in 2011 waren dat 4730 inwoners, verspreid over 9914 huishoudens.